# Читинка
Чити́нка (также Чита́) — река в Забайкальском крае России, левый приток Ингоды.

## Описание
Длина — 210 км. Площадь водосбора — 4200 км². Ледостав продолжается 170—225 дней, с конца октября — начала ноября по конец апреля.
Река берёт начало с Чингиканской горной перемычки, соединяющей Яблоновый хребет и хребет Черского. Протекает по территории Читинского района и впадает в Ингоду в черте города Чита. В пределах городской черты по правому берегу выстроена высокая бетонная пешеходная набережная, названная в честь декабриста Д. И. Завалишина.

## Притоки

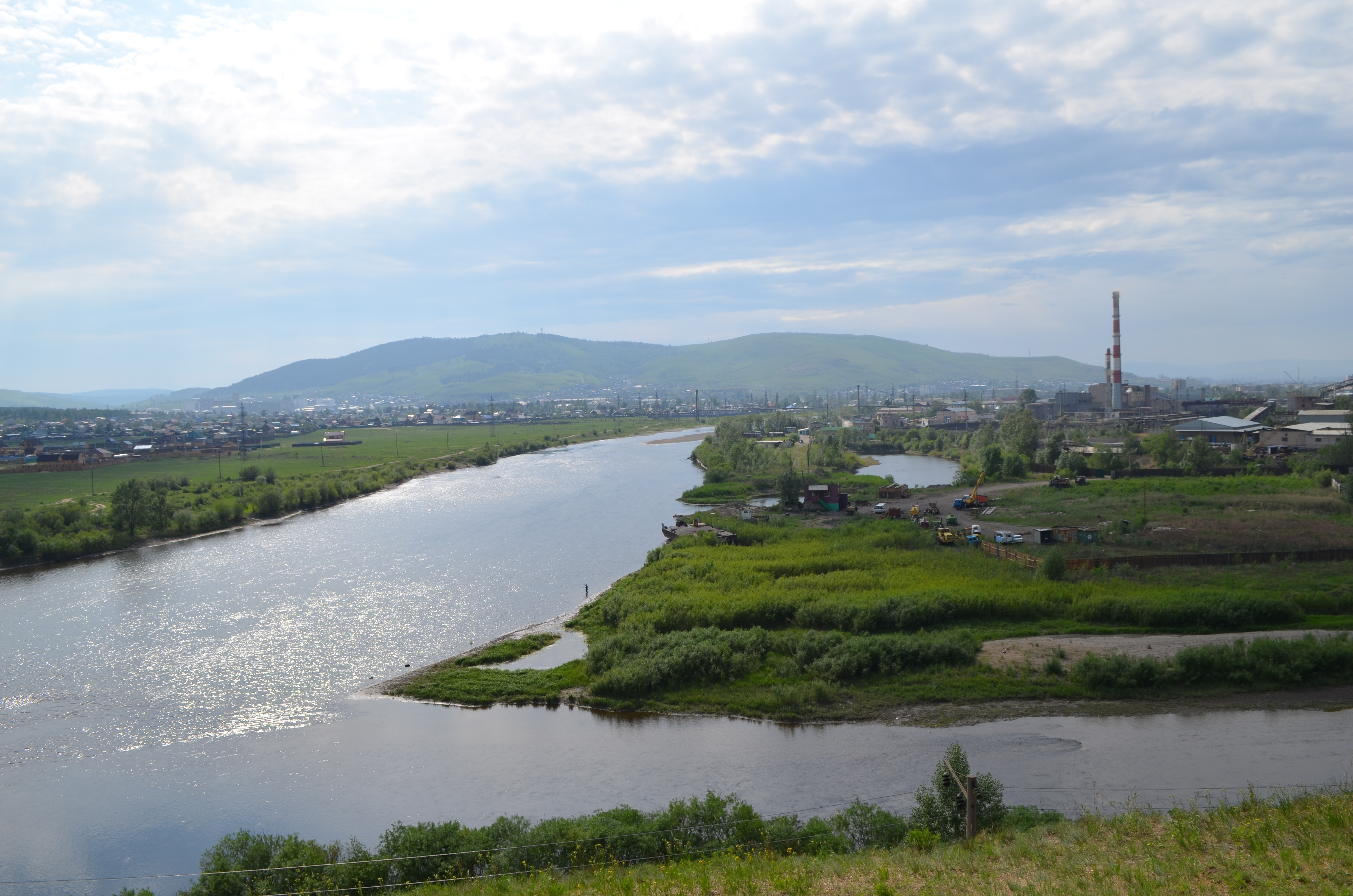
Устье Читы

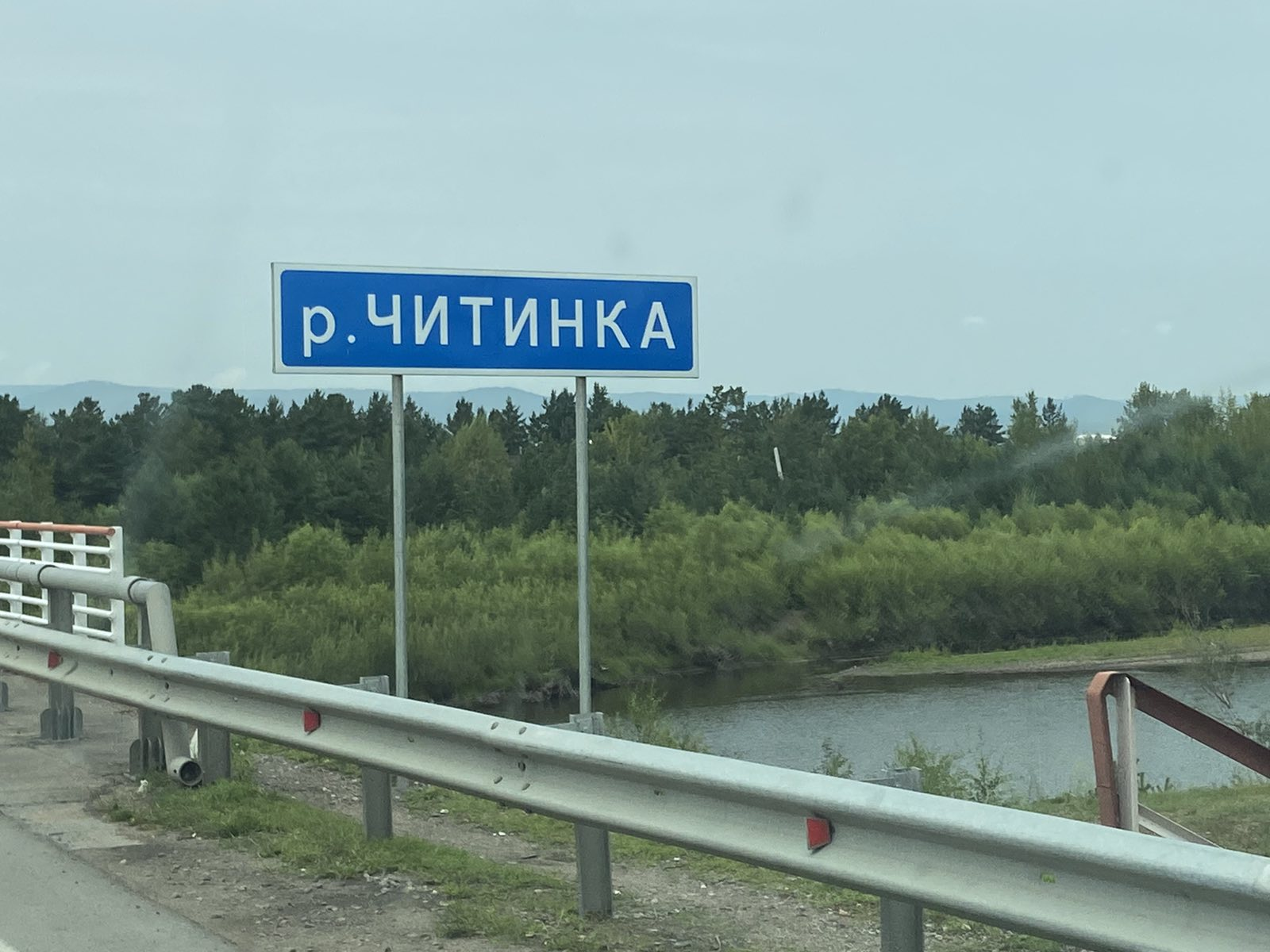
Мост через Читинку

### Левые
- Кайдаловка
- Карповка
- Глубокая
- Куектуй
- Шаргальджин-Западный
- Аблатуй
- Большой Герамнак
- Чингикан

### Правые
- Шойдак
- Будареева

## Экологическая ситуация

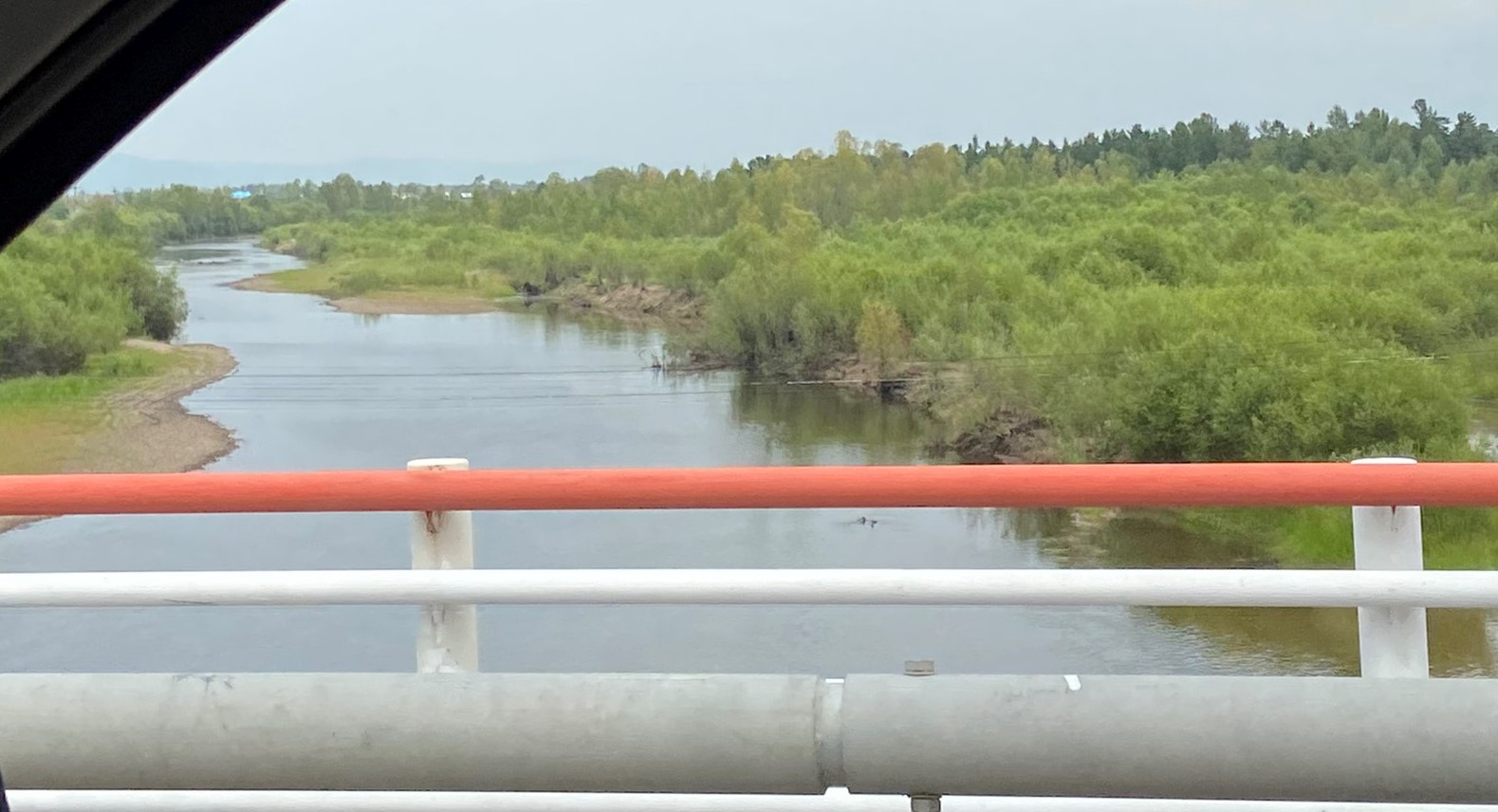
Вид на реку с моста

В последнее время экологическая обстановка вокруг реки Чита обострилась, происходит обмеление и изменение русла. Ввиду увеличения интенсивности подмыва защитных и берегоукрепительных сооружений, а также разворовывания фрагментов этих сооружений, создаются предпосылки для возникновения больших паводков.
В последние 5—6 лет по берегам реки Чита и других рек, протекающих в черте города, резко возросло количество стихийных свалок мусора, участилась мойка машин. Около 80% загрязнения реки происходит на территории города.
Серьёзной проблемой реки Читы является также незаконная добыча песчано-гравийной смеси (ПГС) из русла реки. Общий объём ПГС, добытого из русловых отмелей, составил около 300 000 м³, что превышает допустимое изъятие в десятки раз. Работы по рекультивации затронутых работами участков не завершены до сих пор. По материалам проверки были выданы предписания Администрации городского округа «Город Чита», которые также до сих пор не выполнены.
По заключению специалистов Управления Росприроднадзора по Читинской области, требуется срочно принимать неотложные меры для восстановления русла реки, её прибрежной полосы и водоохранных зон.